# ببرک شینواری
ببرک شینواری (زاده: ۱۳۲۶ ولسوالی نازیان، ولایت ننگرهار) سیاست‌مدار افغانستانی و نماینده مردم ننگرهار در دوره پانزدهم مجلس نمایندگان افغانستان است.

## زندگی‌نامه
ببرک شینواری متولد ۱۳۲۶ از ولسوالی نازیان ولایت ننگرهار افغانستان است. وی دارای مدرک تحصیلی ماستر/فوق لیسانس در رشته اقتصاد و بانکداری است.

## دیگر فعالیت‌ها
- مدیر روابط بین‌المللی در وزارت مخابرات.[۱]
- کارمند در وزارت امور سرحدات، اقوام و قبایل، بانک مرکزی افغانستان، مؤسسه NAF.[۱]